# Абу-Эртейла
Абу́-Эрте́йла (англ. Abu Erteila) — археологический памятник, включающий в себя храмовый комплекс периода царства Куш и некрополь, расположенный в 190 км к северо-востоку от столицы Судана г. Хартум.

## История

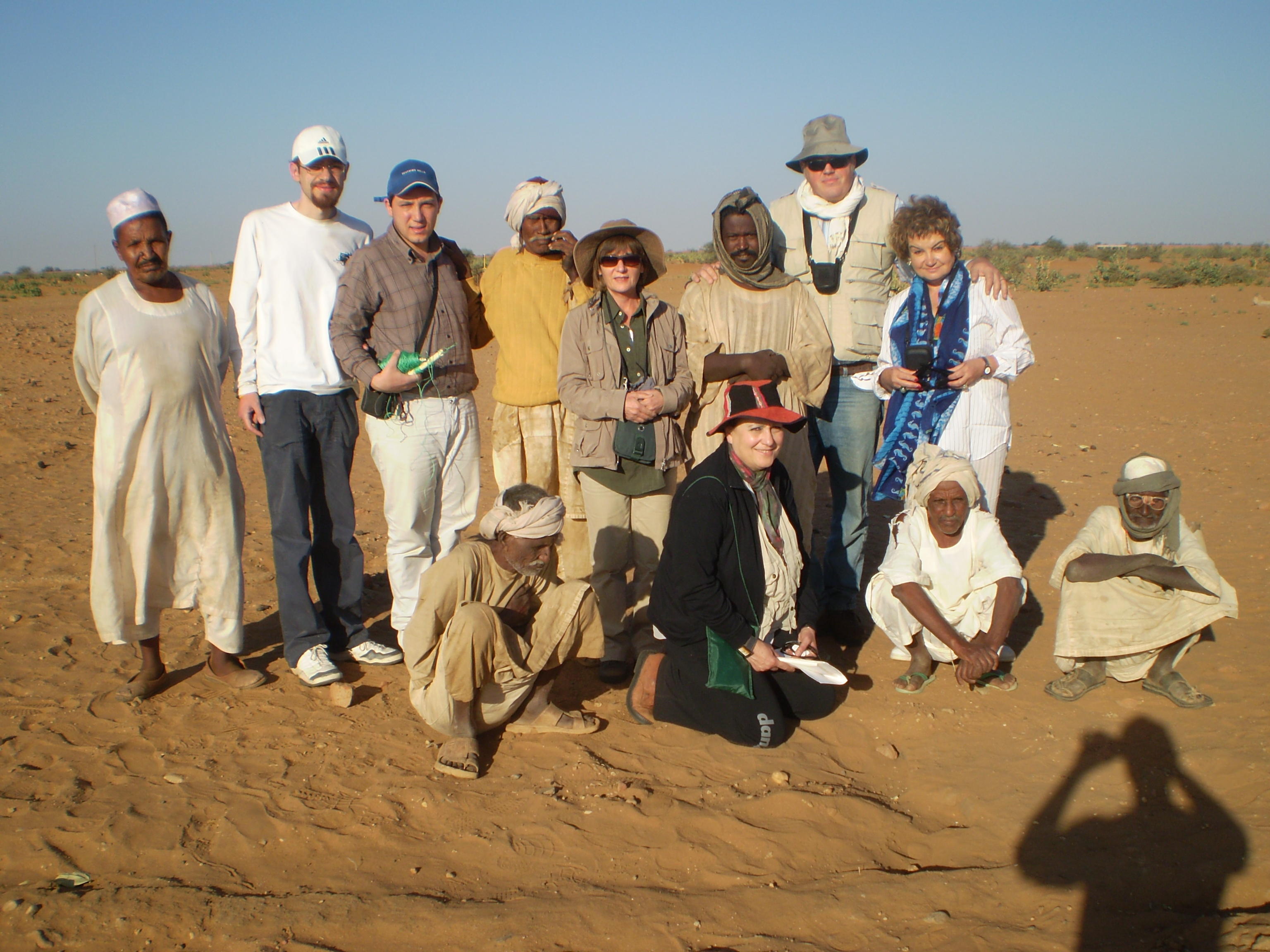
Группа археологов в Абу-Эртейле, январь 2009 года

### Период царства Куш
Храм в Абу-Эртейле был возведён в начале I века и был посвящён коронационным церемониям. В III веке часть помещений храма были перестроены и использовалась как жилые. В IV—XV веках храм был заброшен, а местность вокруг Абу-Эртейлы стала использоваться местным населением в качестве кладбища.

### Раскопки в XX―XXI вв.
Комплекс Абу-Эртейла был обнаружен в 1911 году британским археологом Джоном Кроуфутом и тогда же получил своё название. Раскопки частично продолжились в 2003 году франко-суданской экспедицией. Систематические исследования начались благодаря российско-итальянской экспедиции Элеоноры Кормышевой и Эудженио Фантусати, начавшейся в 2008 году.
В результате раскопок было выявлено, что могильник IV—XVII веков содержит захоронения со смешанным погребальным обрядом, иногда археологам удаётся выделить христианский и мусульманский. Среди находок на погребённых телах можно выделить ожерелье и браслет из скорлупы страусиного яйца и нашитые на одежду стеклянные бусины. На предметах периода Мероитского царства археологами были обнаружены имена царя Натакамани, царицы Аманиторе, их преемника Соркарора и богини Исиды. Изучение восточного холма находится на начальной стадии, были выявлены фрагменты стен из сырцового кирпича и найдены фрагменты колонн с именами вышеуказанных царя и царицы.

## Описание

### Расположение
Абу-Эртейла находится в 7,5 км к югу от Мероэ и в 1 км к югу от Аулиба, с которым в древности памятник имел общее хранилище воды Хош-эль-Кафар.

### Внешний вид
Абу-Эртейла включает в себя разрушенные остатки двух сооружений, которые были сложены из сырцового и обожжённого кирпича с применением отдельных деталей из песчаника. Площадь комплекса приблизительно составляет 2000 м². Храм имел прямоугольную планировку и был выполнен в древнеегипетском архитектурном стиле. Здание располагалось на центральном холме. Ориентация комплекса была, вероятно, обусловлена направлением русла Нила в этом месте.

### Внутреннее убранство
В гипостильном зале находились две колонны из жёлтого песчаника, на одной из них частично сохранился рельефный декор. Перед пилоном располагались постаменты двух статуй. С северной и южной сторон к храму пристроены помещения для хранения и дополнительные святилища. На стенах сооружений сохранились остатки фресок с мотивами древнеегипетского и римского искусства.
В результате раскопок были найдены фрагменты декоративных и архитектурных деталей с рельефными изображениями. Определить божество, которое выше других почиталось в храме, затруднительно ввиду характера религии царства Куш, отражавшего присутствие символики, связанной с разными древнеегипетскими богами и культом царских особ.

### Жилище верховного жреца
На западном холме Абу-Эртейлы были выявлены остатки прямоугольного многокомнатного здания. Судя по находкам с царской и религиозной символикой (например, культовой керамике или архитраву с изображением солнечного диска), можно предположить, что строение служило жилищем верховного жреца храма и временной резиденцией царей.

### Комментарии
1. ↑  Датировка установлена на основе радиоуглеродного метода датирования
2. ↑  Также известно как Хор-Аулиб